# Terminal Combiné Chavornay
Terminal Combiné Chavornay (abr. TERCO) est une entreprise suisse de logistique et ferroutage.

## Historique
Au début des années 1970, la compagnie du chemin de fer Lausanne-Échallens-Bercher cesse le transport de fret par voie ferroviaire à cause du transit des marchandises en plein cœur de Lausanne pour être transbordées sur le réseau ferroviaire national à la gare de Lausanne-Sébeillon. La compagnie substitue alors le transport de marchandises par camions et cherche un endroit où transférer ces dernières de la route vers le rail. La gare de Cossonay est d'abord choisie, puis la plaine de l'Orbe alors peu bâtie est un autre endroit possible et l'idée d'y installer un terminal apparaît.
À partir de 1976, la société Port-franc et Entrepôts de Lausanne-Chavornay met en place un système pour transborder les conteneurs. À partir de 1993, le site de Chavornay devient un pôle important pour le transfert de marchandises de la route vers le rail et dix ans plus tard, en anticipant la demande, un regroupement d'entreprises de transport et de logistique fondent le 27 janvier 2003 la société Terminal Combiné Chavornay pour exploiter le terminal combiné de Chavornay. Les entreprises fondatrices sont : Basel MultiTerminal, Cand-Landi, CFF Cargo, Faucherre Transports, Port-franc et Entrepôts de Lausanne-Chavornay, ainsi que les deux compagnies de chemin de fer Lausanne-Échallens-Bercher et Orbe-Chavornay.
Le 6 janvier 2005, le premier train navette entre le port de Bâle et Chavornay est arrivé. Le 15 avril 2005, le terminal est inauguré en présence notamment du conseiller fédéral Moritz Leuenberger, de la conseillère d'État Jacqueline Maurer-Mayor, et du syndic Pierre-André Leuenberger.
La société subit plusieurs recapitalisations. En février 2007, la municipalité de Chavornay augmente sa participation initiale de 5 000 CHF en janvier 2005 à 45 000 CHF. Le 12 décembre 2013 un assainissement financier est approuvé lors de l'assemblée générale extraordinaire de la société et une alliance de trois partenaires : CFF Cargo, Contargo et PESA prend la majorité du capital-actions de la société. Le capital est porté de 2 745 000 CHF à 1 035 400 CHF. En effet, la situation financière de la société s'est dégradée. Le terminal est décentralisé et il est difficile de le relier aux grand terminaux qui manquent en Suisse occidentale. Les trois compagnies ont pour but de valoriser le terminal de Chavornay.
Depuis 2005, le directeur est Pierre-Alain Bolomey. Sous sa direction, l'entreprise rejoint le réseau Hupac et établis des connexions avec les ports d'Anvers et de Rotterdam via un transit des marchandises par le port de Bâle.
Entre 2002 et 2008, le conseiller aux États Michel Béguelin, ancien cheminot, a été le président du Conseil d'administration. Jean-Daniel Faucherre, alors vice-président de l'Association suisse des transports routiers, lui succède en juin 2008,,,. 

## Site
Le terminal combiné de Chavornay est doté d'une superficie de 30 000 m2 et de 4 voies de chemin de fer avec des quais d'une longueur utile de 240 m à 320 m. Ces voies sont raccordées à la ligne ferroviaire Orbe–Chavornay, elle-même connectée au réseau ferroviaire national à la gare de Chavornay. Au niveau routier, le terminal est connecté au réseau routier par les autoroutes A1 et A9.

### Installations et équipement
Le transbordement des conteneurs entre les wagons et les camions se fait par des grues sur pneumatiques pouvant déplacer des conteneurs de 20, 30, 40 et 45 pieds pour une masse allant jusqu'à 45 t. La manutention est horizontale. La société acquiert une première de ces grues en novembre 2007 pour 800 000 CHF et une seconde après.